# Apenthecia capitata
Apenthecia capitata är en tvåvingeart som först beskrevs av Collart 1937.  Apenthecia capitata ingår i släktet Apenthecia och familjen daggflugor.
Artens utbredningsområde är Kongo. Inga underarter finns listade i Catalogue of Life.